# Rekombinaza
Rekombinaze su genetički rekombinatni enzimi. DNK rekombinaze su u širokoj upotrebi u multičelijskim organizmima za manipulaciju strukture genoma, i za kontrolu ekspresije gena. Ovi enzimi, izvedeni iz bakterija i gljiva, katalizuju direkciono senzitivne reakcije DNK razmene imeđu kratkih (30–40 nukleotida) ciljnih sekvenci koje su specifične za svaku rekombinazu. Te reakcije omogućavaju četiri osnovna funkcionalna modula, isecanje/umetanje, inverziju, translokaciju i kasetnu razmenu, koje su korištene individualno ili u kombinaciji u širokom nizu konfiguracija za kontrolu ekspresije gena.
Tipovi rekombinaza su:
- rekombinaza
- rekombinaza
- rekombinaza
- rekombinaza

## Spoljašnje veze
- Recombinases на 